# Друштво љубитеља фантастике Лазар Комарчић
Друштво љубитеља фантастике Лазар Комарчић основано је у Београду 1981. године. Једно је од најзначајнијих друштава за популаризацију фантастике на Западном Балкану.
Друштво је назив добило по Лазару Комарчићу (1839 – 1909), српском новинару и књижевнику, творцу првог српског научнофантастичног романа "Једна угашена звезда“ (1902).

## Чланство и сарадници
Међу оснивачима, члановима, сарадницима и пријатељима друштва налазе се скоро сви значајнији писци, уредници, публицисти и истраживачи српске фантастике: Бобан Кнежевић, Дејан Ајдачић, Илија Бакић, Лидија Беатовић, Душан Белча, Стеван Бошњак, Љубомир Дамњановић, Милан Драшковић, Растислав Дурман, Зоран Живковић, Павле Зелић, Слободан Ивков, Зоран Јакшић, Бојан Јовић, Владимир Лазовић, Александар Манић Моња, Александар Марковић, Миодраг Миловановић, Јасмина Михајловић, Александар Б. Недељковић, Иван Нешић, Ото Олтвањи, Милорад Павић, Зоран Пешић Сигма, Љиљана Праизовић, Душан-Владислав Пажђерски, Славен Радовановић, Даниел Рељић, Горан Скробоња, Горан Станковић, Зоран Стефановић, Споменка Стефановић-Пулулу, Данијела Танасковић, Слободан Ћурчић, Драган Р. Филиповић, Драгана Стојиљковић, Тамара Лујак, Радмило Анђелковић. О српској фантастици погледати: Историја српске фантастике и Српски писци фантастике.
Наведено важи за стрипаре и други ликовне уметнике као што су: Драган Боснић, Владимир Весовић, Алекса Гајић, Добросав Боб Живковић, Зоран Јањетов, Дејан Ненадов, Жељко Пахек, Дарко Перовић, Зоран Туцић и други.

## Награде Друштва
Друштво додељује следеће награде
- Награда „Лазар Комарчић“ за најбоља фантастичка дела објављена у претходној години (од 1984)
- Награда „Љубомир Дамњановић“ за најбоља дела објављена у претходној години у клупском фанзину Емитор (од 2003)
- Награда друштва „Лазар Комарчић“ за допринос српској фантастици (од 2007)

## Издавачка делатност
Поред дуговечног и култног фанзина-прозина Емитор, друштво повремено издаје и књиге и друга издања, попут:
- Комарчић, Лазар. Једна угашена звезда, роман, факсимилни репринт, 2006.
- Угриз страсти (приче еротске фантастике), 2007